# Sankt Egyden am Steinfeld
Sankt Egyden am Steinfeld là một thị xã thuộc huyện Neunkirchen trong bang Niederösterreich.